# Djémila
Djémila (in arabo جميلة‎?) è un comune algerino situato nella provincia di Sétif, vicino alla costa del mar Mediterraneo, a est di Algeri.

## Storia
Vi si trovano i resti dell'antica città romana di Cuicul (in arabo جميلة‎?)., fondata, probabilmente su un piccolo centro berbero preesistente, come colonia romana, sotto Nerva (96-98), o più probabilmente sotto Traiano (98-117).
Ebbe un particolare sviluppo a partire dal III secolo, come sembrano testimoniare le iscrizioni relative ad opere edilizie e i mosaici delle abitazioni, databili soprattutto nella seconda metà del IV secolo. Sopravvisse anche dopo la conquista da parte dei Vandali di Genserico e dopo la successiva riconquista bizantina.
Fu rimessa in luce dagli scavi a partire dal 1909.
Nel 1982 il sito archeologico è stato inserito nell'elenco dei patrimoni dell'umanità dell'UNESCO.

## Descrizione
È situata in una regione montuosa, su uno stretto pianoro tra gli avvallamenti di due torrenti, e presenta una pianta allungata in senso nord-sud. Si trovava sulla strada tra Cirta (oggi Costantina) e Sétif.
Il primo nucleo della città sorse con impianto regolare (incrocio di cardini e decumani) sulla parte settentrionale del pianoro. Si conservano delle mura cittadine pochi resti e le due porte alle estremità del cardine massimo. Il foro cittadino ("Foro vecchio") si trovava al centro della città ed era costituito da una piazza quasi quadrata con portici su due lati e tempio capitolino sul lato nord. Sul foro si affacciavano inoltre una curia e una basilica civile.
Tra gli edifici pubblici della città erano inoltre compresi un tempio dedicato a Venere Genitrice con recinto sacro, un macellum e un edificio termale.
Alcune delle case scavate erano vaste residenze articolate intorno ad un peristilio ed erano ornate da mosaici.
La città si espanse successivamente verso sud.
Un teatro venne costruito sotto Antonino Pio (138-161), nuove terme più vaste sotto Commodo (180-192). Venne costruito anche un secondo foro ("Foro severiano"), iniziato sotto Caracalla (211-217), al quale venne dedicato l'arco omonimo situato al suo ingresso, e completato sotto Alessandro Severo (222-235). La piazza di forma irregolare e su terreno in declivio, era dominata dal tempio dedicato alla Gens Septimia (la famiglia imperiale divinizzata).
In epoca successiva si formò a sud est un complesso cristiano (il primo vescovo di Cuicul è menzionato nel 255), costituito da due basiliche cristiane disposte parallelamente (una più antica a tre navate, datata tra IV e V secolo e una più recente a cinque navate, datata tra V e VI secolo), una terza cappella, un battistero (probabilmente connesso alla basilica più antica e connesso ad un piccolo stabilimento termale) e una grande abitazione interpretata come residenza episcopale. Altre due basiliche cristiane sono meno conosciute, ma, come le prime caratterizzate dalla presenza di una cripta sotto l'abside.

## Cultura

### Musei
- Museo di Djémila, dove sono esposti i ritrovamenti dell'antica città romana di Cuicul, tra i quali degli splendidi mosaici.[6]

## Galleria d'immagini

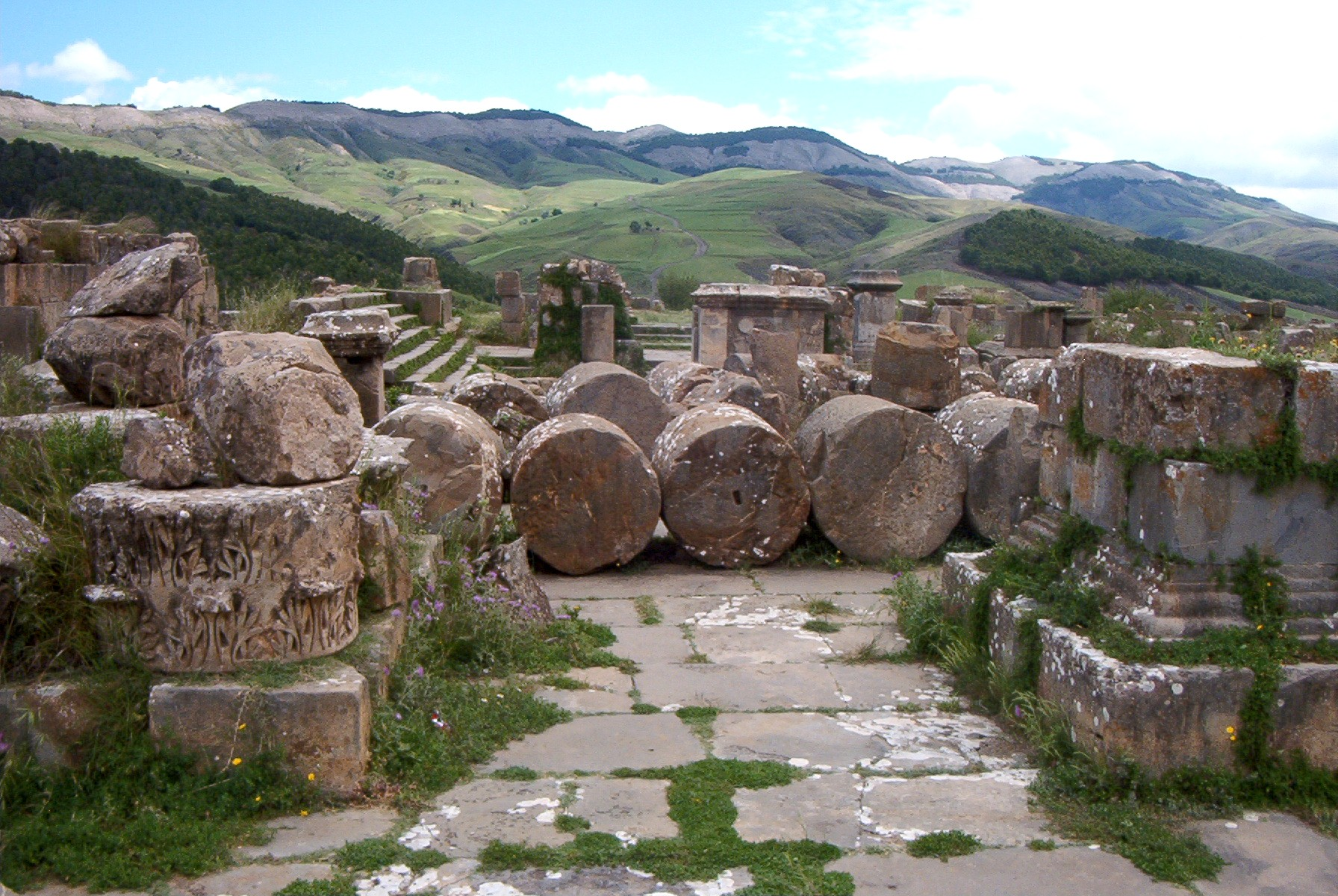
Foro vecchio con i resti del capitolium
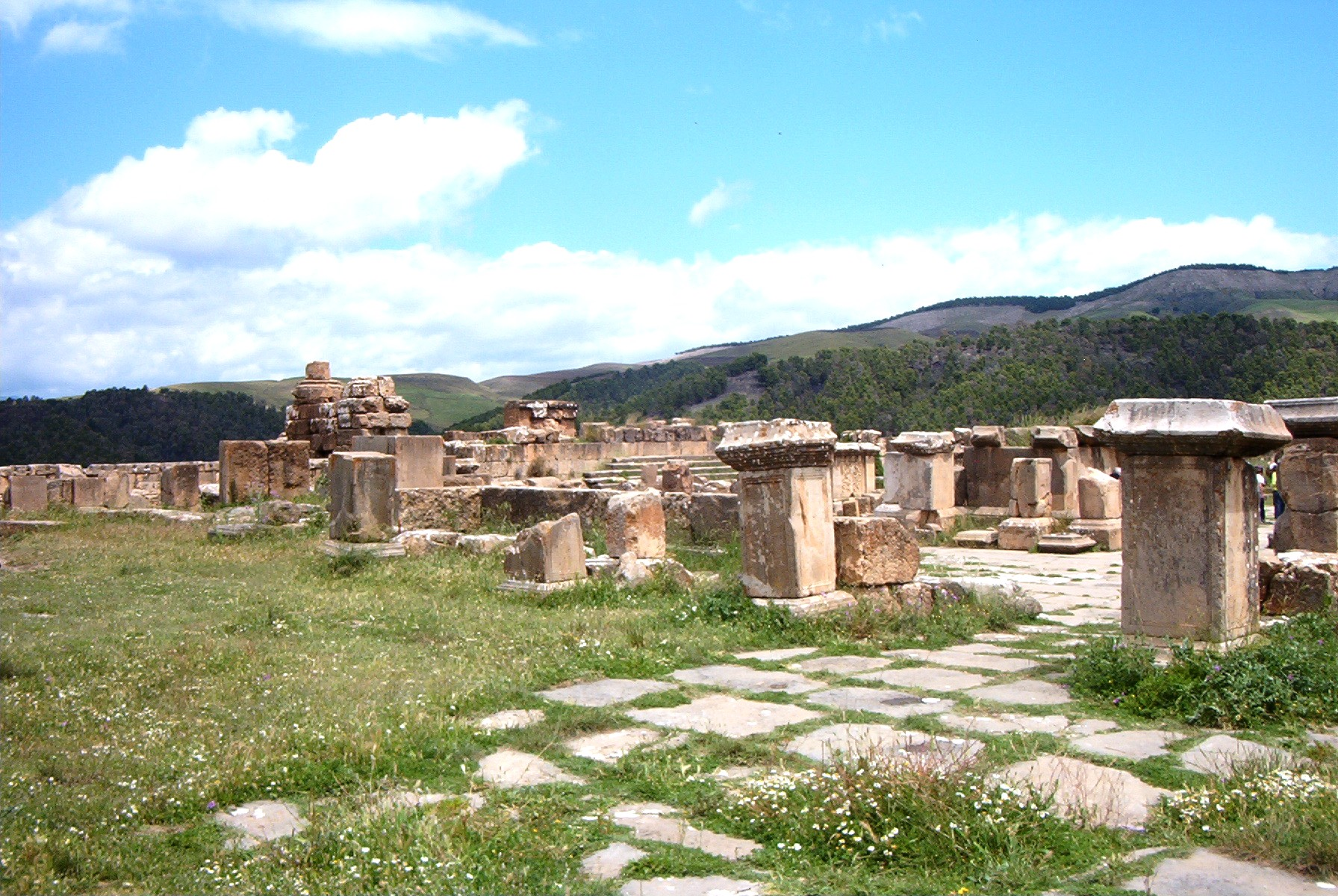
La basilica civile sulla piazza del Foro vecchio
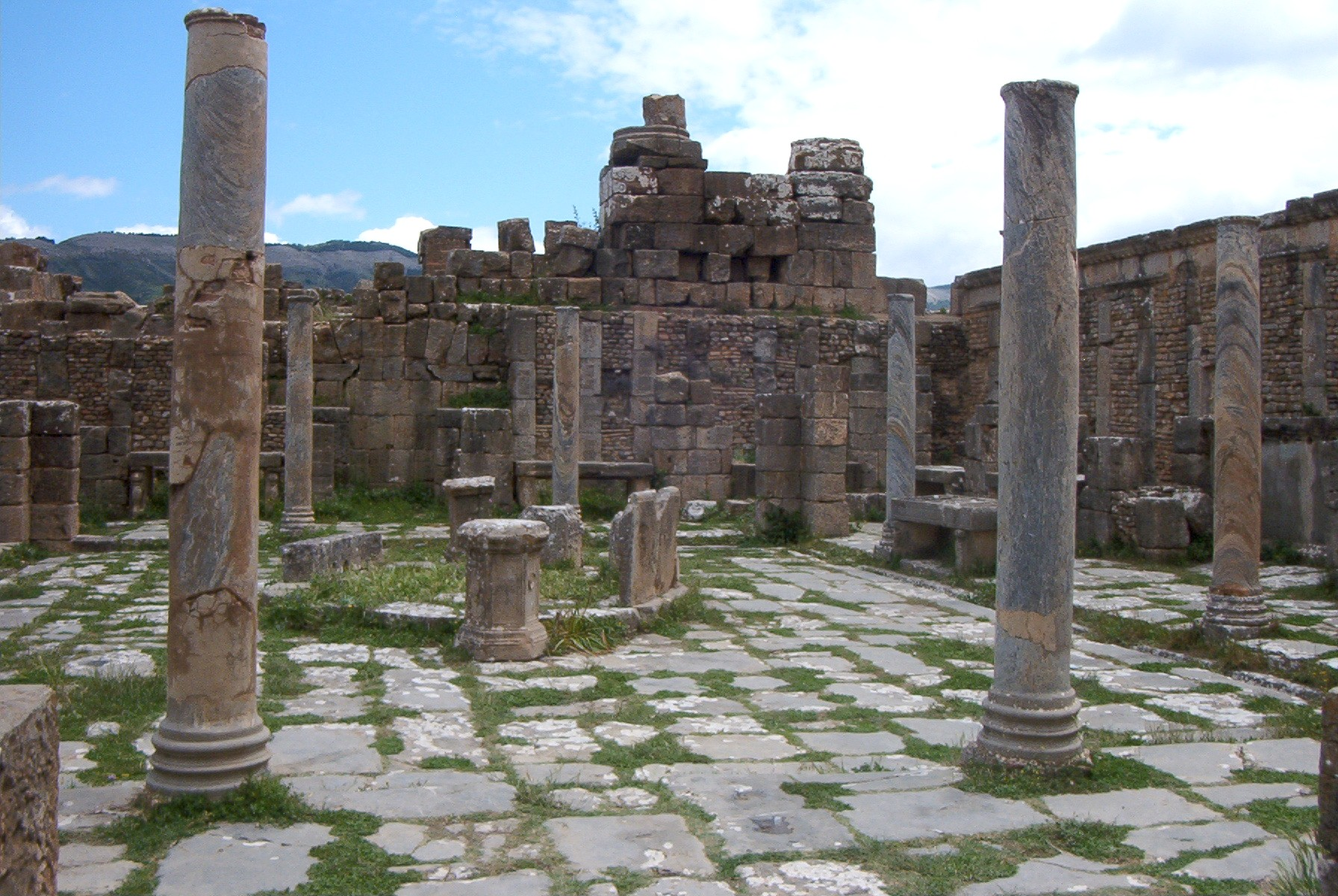
Il Macellum
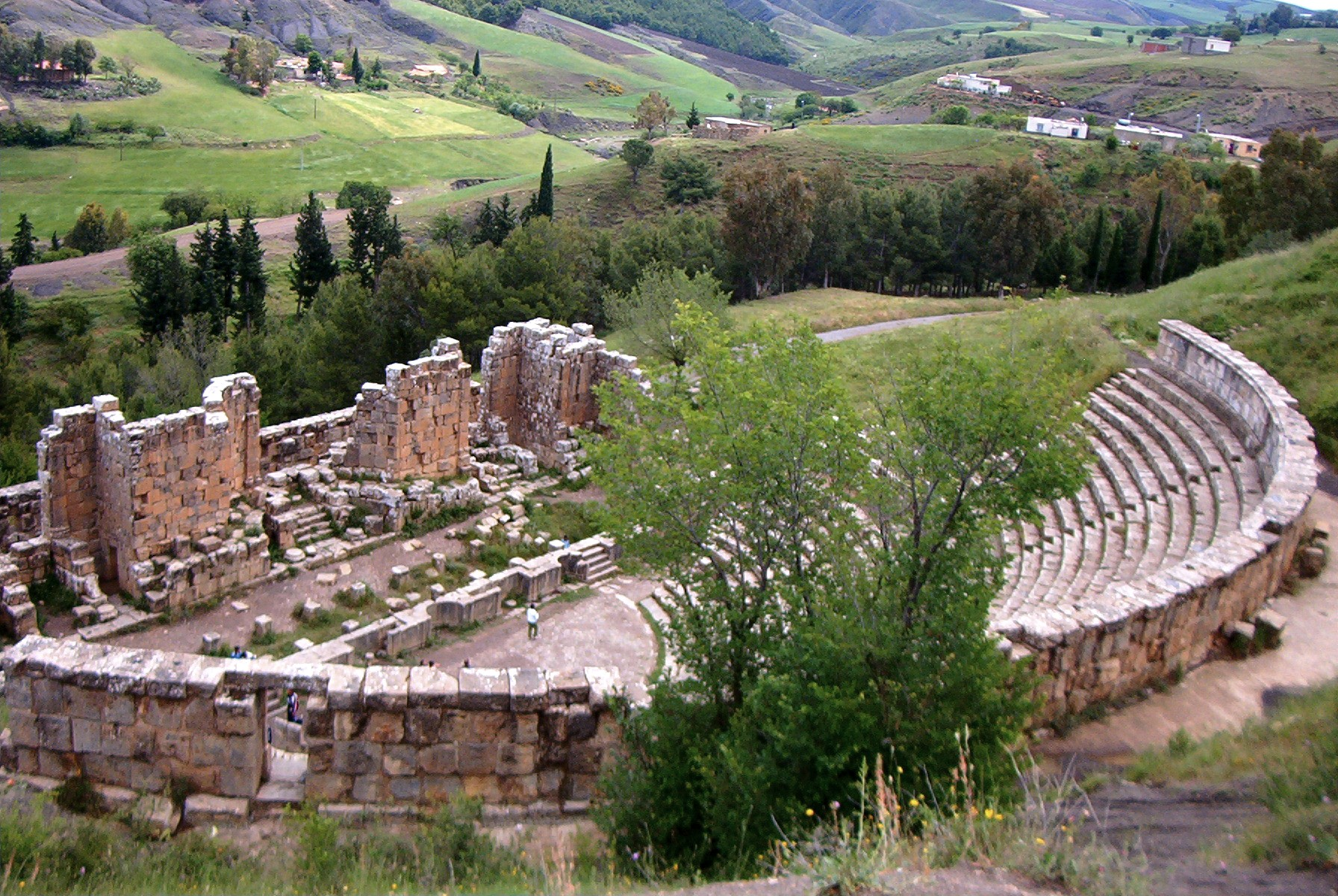
Teatro romano
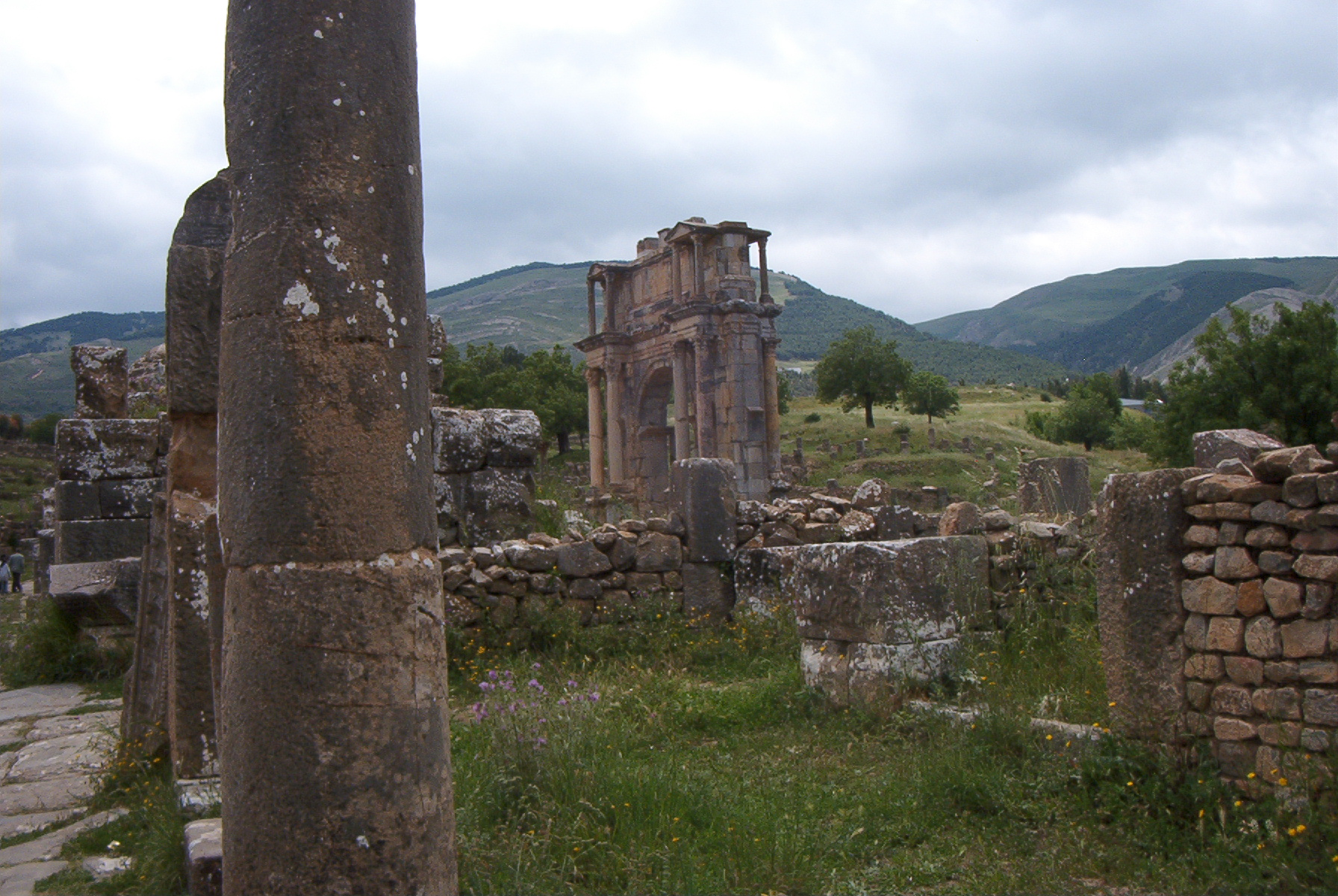
Arco di Caracalla dal cardine
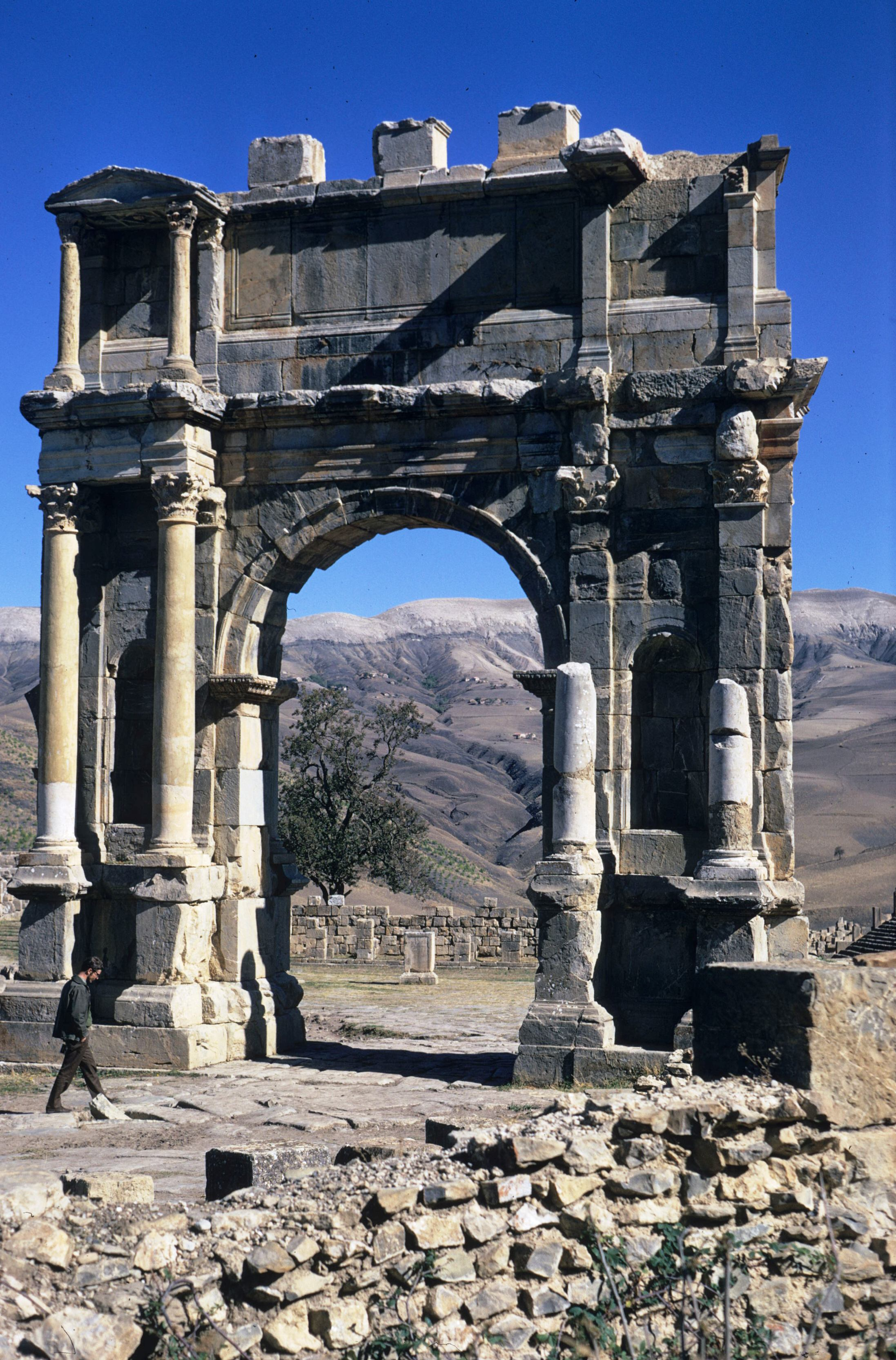
Arco di Caracalla
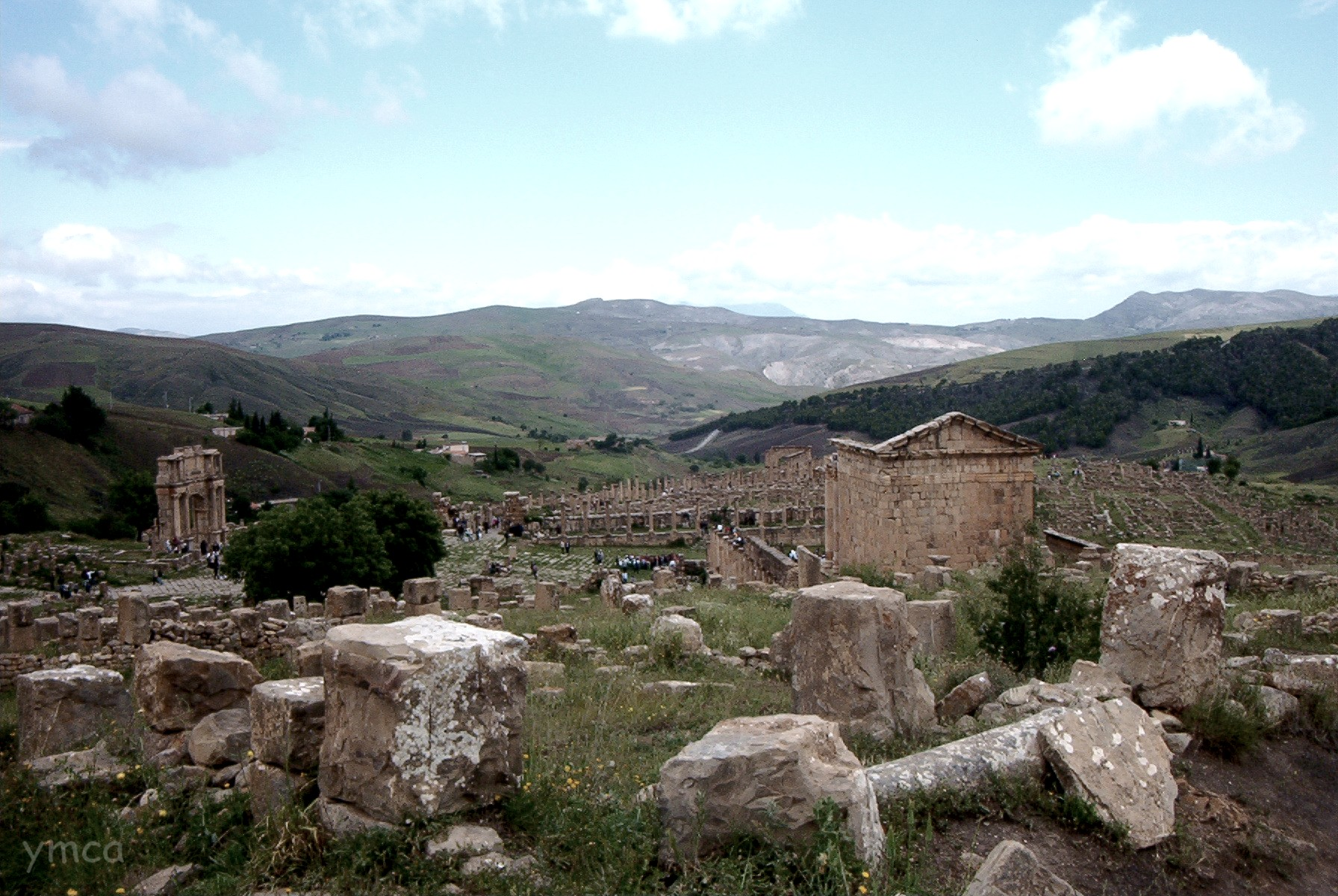
Foro severiano
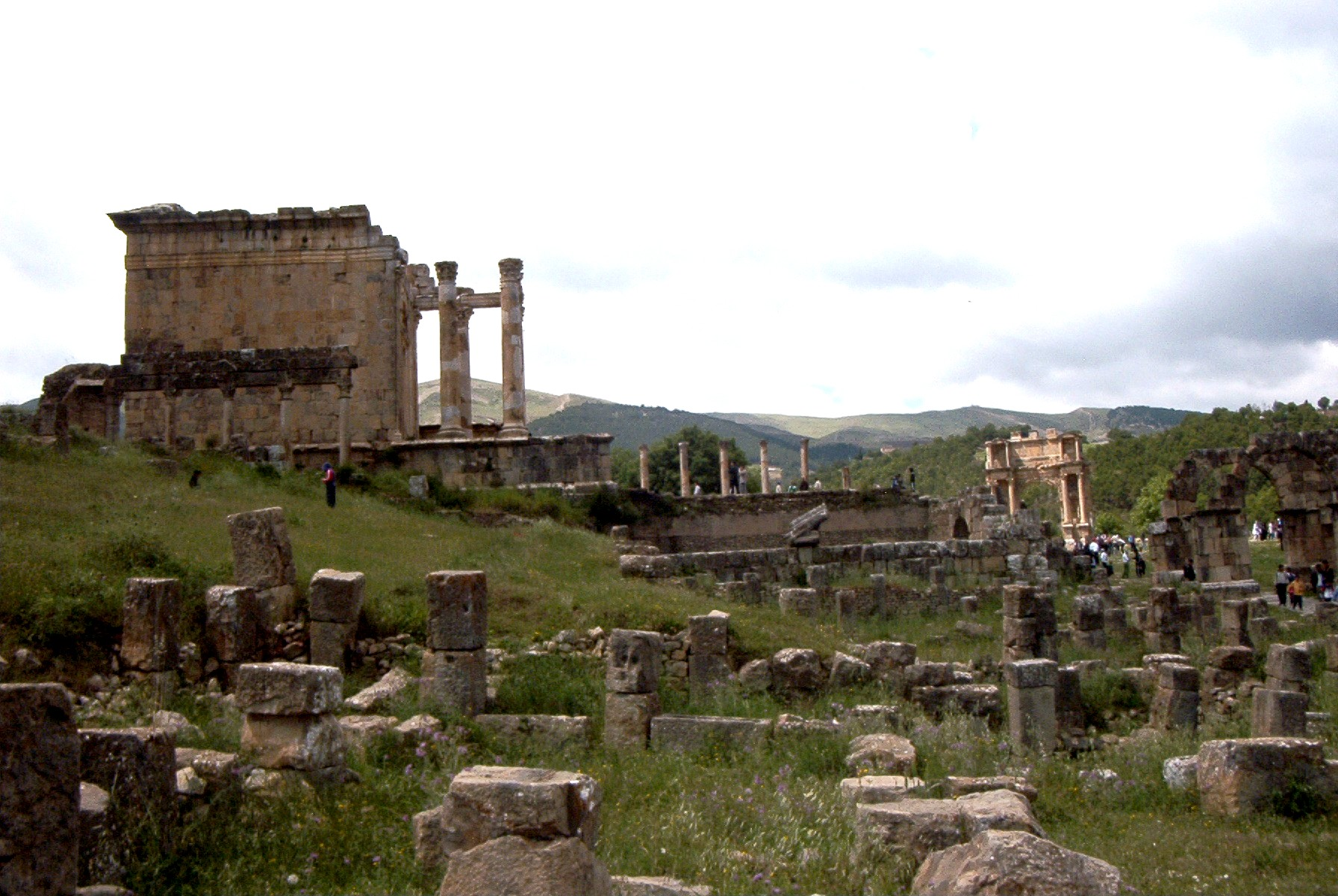
Tempio della Gens Septimia e Foro severiano, con l'arco di Caracalla sullo sfondo
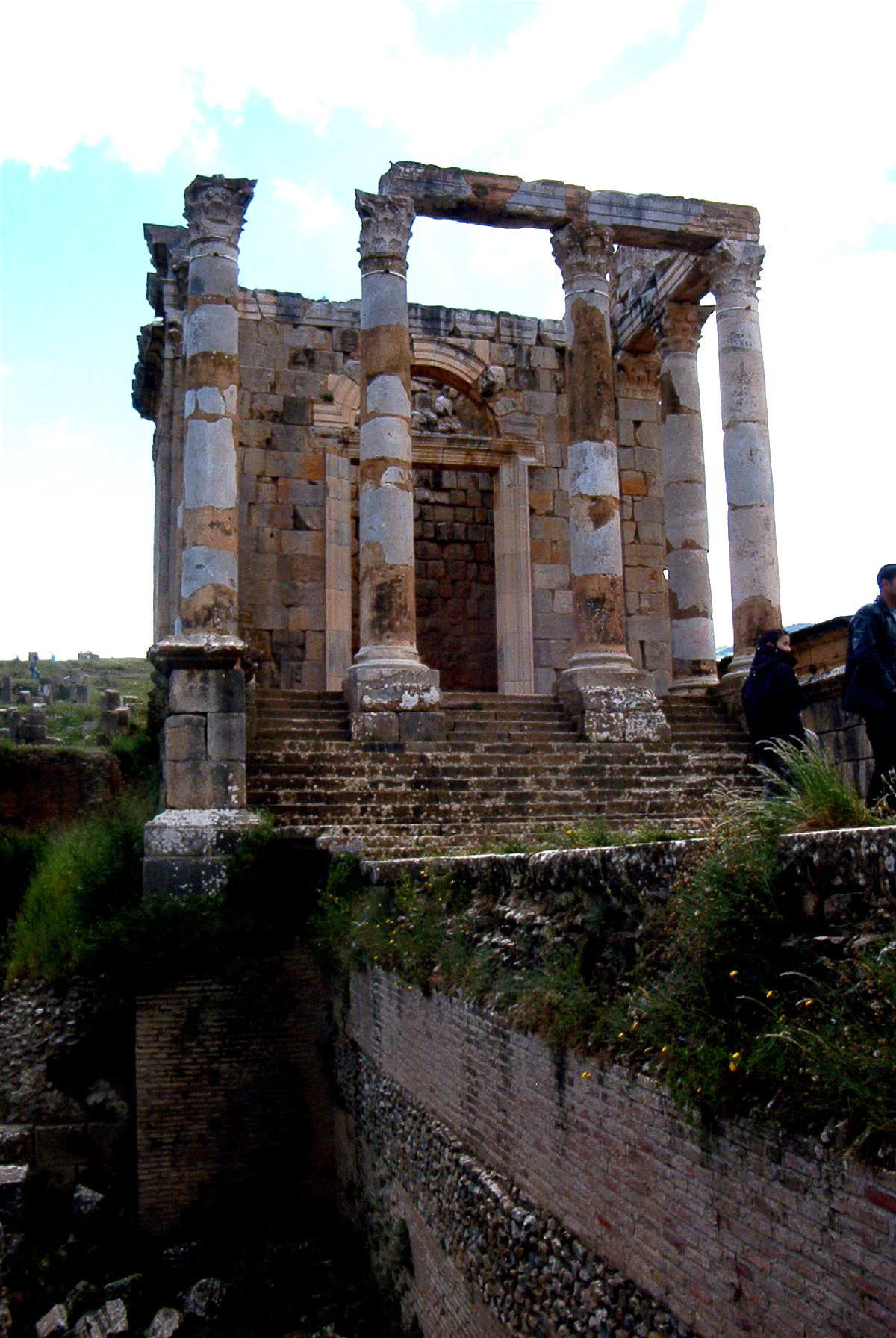
Tempio della Gens Septimia
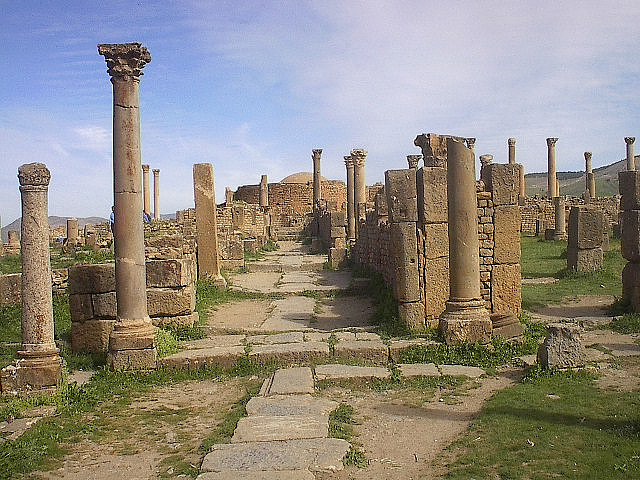
Il complesso cristiano a sud-est
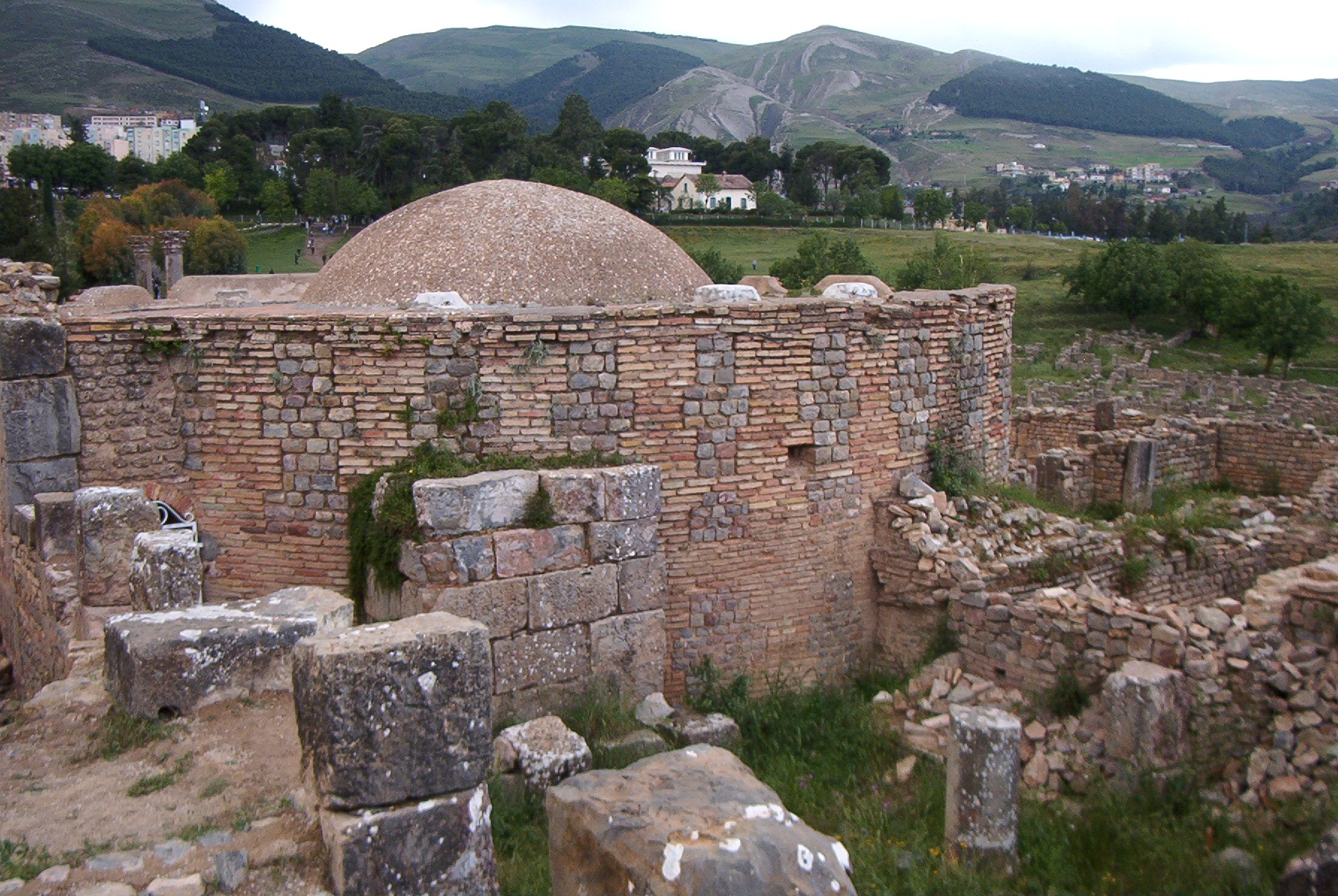
Battistero del complesso cristiano a sud-est
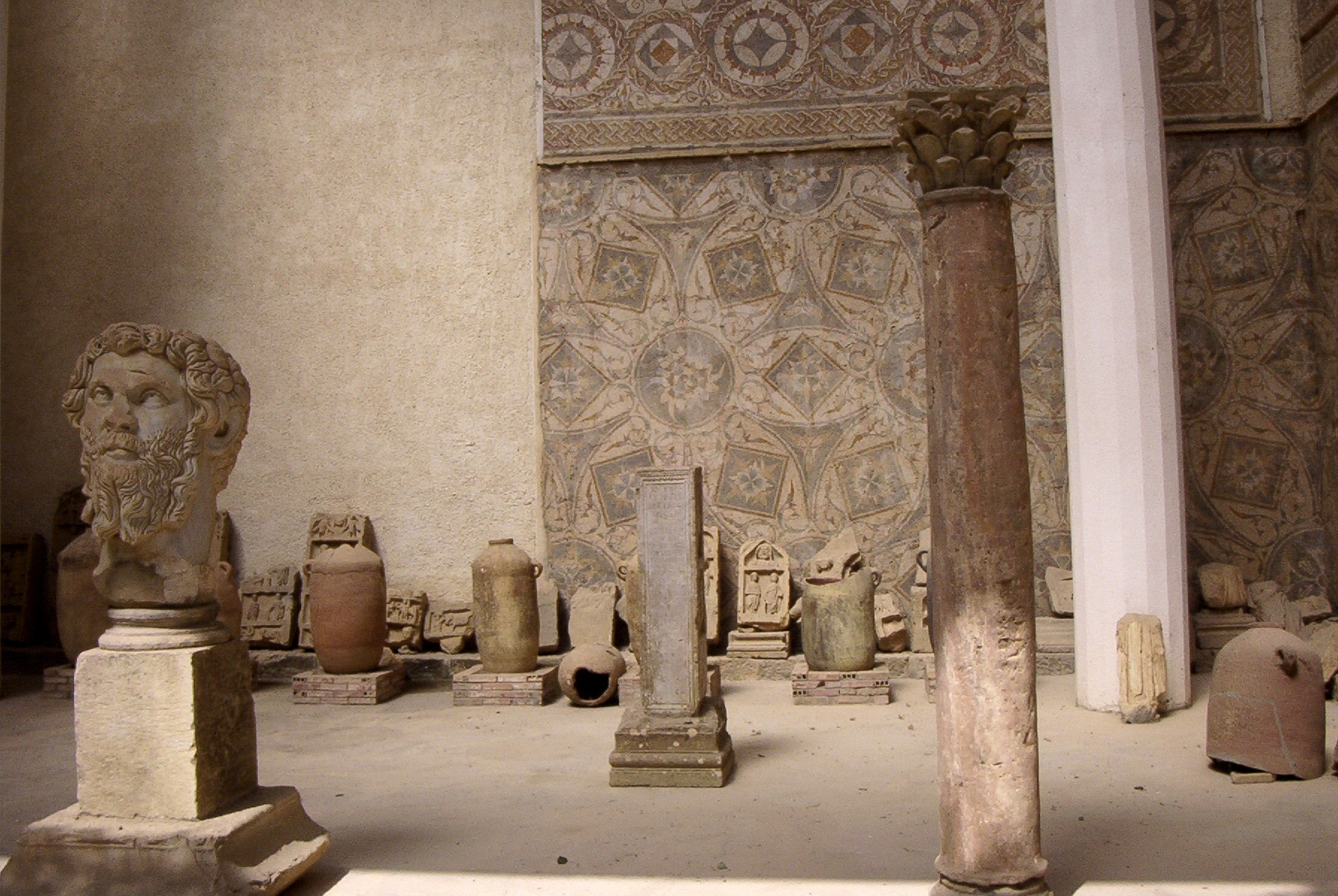
Museo